# Bart Voskamp

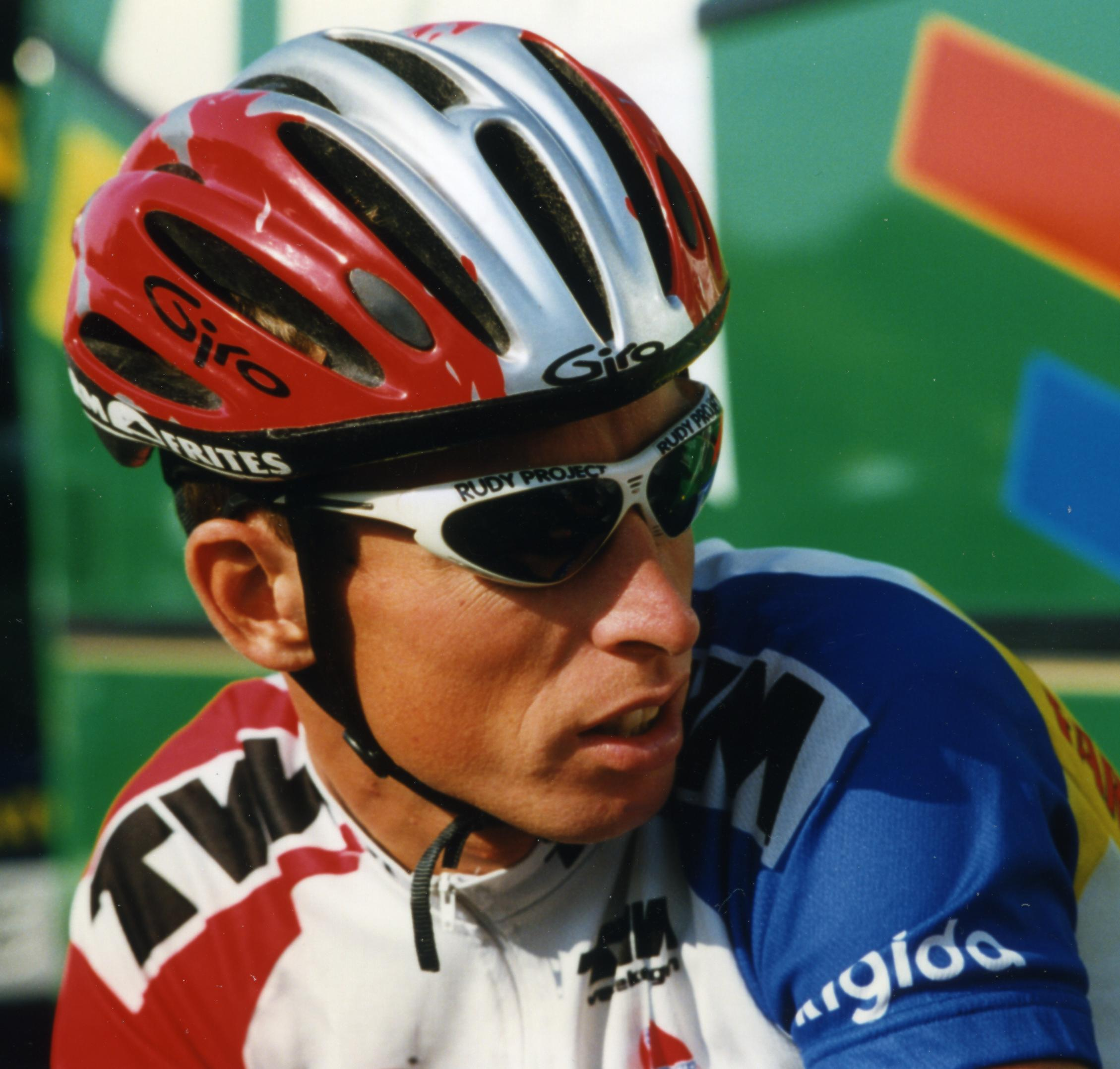
Bart Voskamp (2009)

Bertus „Bart“ Voskamp (* 6. Juni 1968 in Wageningen, Gelderland) ist ein ehemaliger niederländischer Radrennfahrer.
Neben seiner Rolle als langjähriger Helfer des niederländischen Sprinters Jeroen Blijlevens konnte er auch zahlreiche eigene Erfolge erzielen. So gewann er 1996 eine Etappe der Tour de France 1996, 1997 eine Etappe der Vuelta a España und wurde 1999 niederländischer Zeitfahrmeister. Auf der 19. Etappe der Tour de France sprinteten Bart Voskamp und Jens Heppner um den Tagessieg. Beide wurden distanziert, da sie nach Ansicht der Jury unfair gefahren waren.
Voskamp gehörte 1998 zum Team TVM-Farm Frites, als dieses im Zuge der Festina-Affäre während der Tour de France 1998 ausgeschlossen wurde.
Seit dem 23. Januar 2006 ist er Co-Direktor der Eneco Tour.

## Doping
Nach jahrelangem Leugnen gestand Voskamp im Juli 2014, gemeinsam mit seinem niederländischen Mannschaftskollegen Jeroen Blijlevens im Jahr 1998 mit EPO gedopt und EPO-Präparate von Spanien in die Niederlande illegal eingeführt zu haben.

## Teams
- 1993–1999 TVM
- 2000 Team Polti
- 2001–2004 Bankgiroloterij
- 2004 Chocolade Jacques – Wincor Nixdorf
- 2005 Team Skil – Moser